# Gametogeneză
Gametogeneza este procesul de formare a gameților, adică a celulelor sexuale masculine și feminine. Gametogeneza la femele se numește ovogeneză, iar la masculi, spermatogeneză.